# Campeonato Nacional de Rodeo de 1995
El Campeonato Nacional de Rodeo de 1995 se disputó desde el 30 de marzo al 2 de abril de aquel año en la ciudad de Rancagua y fue la 47° versión del Campeonato Nacional de Rodeo. Este campeonato duró tres días y coronó a las mejores colleras clasificadas durante la temporada 1994-1995 que fue transmitido para todo el país por las pantallas de Televisión Nacional de Chile.
Los rodeos clasificatorios para acceder al campeonato nacional se disputaron en las medialunas de Osorno (clasificatorio sur), Temuco (clasificatorio norte) y San Fernando (repechaje).
Los campeones fueron René Guzmán y José Manuel Rey en Pretal y Canteado, quienes marcaron 40 puntos en la serie de campeones. Este puntaje fue histórico ya que por primera vez en la historia se alcanzaba esa cifra en una final del Campeonato Nacional de rodeo chileno, superando la anterior marca de 37 puntos hecha por Jesús Bustamante y Vicente Yáñez en 1992. El experimentado jinete René Guzmán alcanzaba su segundo título nacional, al otro año alcanzaría el tricampeonato.
Los vicecampeones fueron Juan Carlos Loaiza y Ricardo de la Fuente, jinetes de la Asociación Valdivia y representantes del Criadero Santa Isabel, quienes montaron a Es Cosa y Escolta, respectivamente y marcaron 37 puntos. Por primera vez en la historia de este campeonato (disputado desde la temporada 1948-1949) había unos campeones y vicecampeones con tan alto puntaje. El récord de los campeones y vicecampeones recién fue superado 6 años más tarde durante el Campeonato Nacional de Rodeo de 2001. Los terceros campeones fueron Fernando Navarro y Alfonso Navarro en "Banderilla" y "Cureña" del Criadero Santa Elba de Curicó. 
El "sello de raza" fue para Estandarte, mientras que el movimiento de la rienda lo ganó Ricardo González en Descanso con 51 puntos.

## Resultados

### Serie de campeones
| Cuarto Animal 1995 | Cuarto Animal 1995                        | Cuarto Animal 1995         | Cuarto Animal 1995 | Cuarto Animal 1995 |
| ------------------ | ----------------------------------------- | -------------------------- | ------------------ | ------------------ |
| Lugar              | Jinetes                                   | Caballos                   | Asociación         | Puntaje            |
| 1º                 | René Guzmán y José Manuel Rey             | "Pretal" y "Canteado"      | Melipilla          | 40                 |
| 2º                 | Juan Carlos Loaiza y Ricardo de la Fuente | "Es Cosa" y "Escolta"      | Valdivia           | 37                 |
| 3º                 | Fernando Navarro y Alfonso Navarro        | "Banderilla" y "Cureña"    | Curicó             | 32+9               |
| 4º                 | Juan Carlos Loaiza y Eduardo Tamayo       | "Estribera" y "Estocada"   | Valdivia           | 32+2               |
| 5º                 | Juan Carlos Loaiza y Ricardo de la Fuente | "Escogido" y "Lolero"      | Valdivia           | 31                 |
| 6º                 | Carlos Salamé y Adán Urbano               | "Campera" y "Escabullido"  | Quillota           | 26                 |
| 7º                 | Juan Carlos Lama y Mario Tamayo           | "Espinillo" y "Puntillano" | Cauquenes          | 21                 |

### Serie Mixta-Criaderos
- 1.º Lugar: Jaime Fuentes y Mauricio Toloza en "Campera" y "Peor es Ná" (Talca), 29 puntos.[6]
- 2.º Lugar: Marcelo Redlich y Alfonso Angulo en "Catalina" y "Cara Sucia" (Llanquihue y Osorno), 28 puntos.
- 3.º Lugar: Carlos Salamé y Adán Urbano en "Campera" y "Escabullido" (Quillota), 25 puntos.

### Serie Caballos
- 1.º Lugar: Juan Lama y Mario Tamayo en "Puntillano" y "Espinillo" (Cauquenes), 32 puntos.[7]
- 2.º Lugar: Genaro Araya y Christian Pooley en "Paipote" y "Satanás" (Cautín), 32 puntos.
- 3.º Lugar: Mariano Torres y Sergio Tamayo en "Piguchén" y "Sembrador" (Linares y O'Higgins), 28 puntos.

### Serie Yeguas
- 1.º Lugar: Juan Carlos Loaiza y Ricardo de la Fuente en "Es Cosa" y "Escolta" (Valdivia), 33 puntos.[8]
- 2.º Lugar: Enrique Schwalm y Francisco Moreno en "Esa Negra" y "Rosalía" (Osorno), 33 puntos.
- 3.º Lugar: Juan Cardemil y Alfonso Navarro en "Cachada" y "Buscada" (Curicó), 30 puntos.

### Serie Potros
- 1.º Lugar: Luis Ellwanger y Luis Morales en "Esquinero" y "Lacho Anduve" (Osorno), 36 puntos.[9]
- 2.º Lugar: Leonardo García y Eugenio Mendoza en "Estandarte" y "Asustado" (Cautín), 33 puntos.
- 3.º Lugar: Luis Pérez y Luis Morales en "Aguatero" y "Ñachi" (Osorno), 30 puntos.

### Primera Serie Libre A
- 1.º Lugar: Juan Carlos Loaiza y Eduardo Tamayo en "Escogido" y "Lolero" (Valdivia), 31 puntos.[10]
- 2.º Lugar: Alfredo Gazaue y Juan Amigo en "Don Cocho" y "Testarudo" (Malleco), 29 puntos.
- 3.º Lugar: Juan Ortega y Manuel Guzmán en "Matorral" y "El Taita" (Santiago), 26 puntos.
- 4.º Lugar: Alejandro Mozó y Antonio Fuenzalida en "Naquenveque" y "Tirana" (Curicó), 24 puntos.
- 5.º Lugar: Alfonso Vargas y Segundo Tapia en "Navegao" y "Huinca II" (Quillota), 24 puntos.

### Primera Serie Libre B
- 1.º Lugar: Juan Cardemil y Alfonso Navarro en "Filtrado" y "Cadejo" (Curicó), 31 puntos.[11]
- 2.º Lugar: Juan Carlos Loaiza y Eduardo Tamayo en "Estribera" y "Estocada" (Valdivia), 27 puntos.
- 3.º Lugar: José Pozo y José Pino en "Coliguazo" y "Campo Bueno II" (Talca), 25 puntos.
- 4.º Lugar: Alfonso Navarro y Fernando Navarro en "Banderilla" y "Cureña" (Curicó), 25 puntos.
- 5.º Lugar: Claudio Pavez y Rafael Melo en "Amurrao" y "Relicario" (Valdivia), 25 puntos.

### Segunda Serie Libre A
- 1.º Lugar: Benjamín García-Huidobro y Luis Cortés en "Tranco Largo" y "Especial" (Valdivia), 33 puntos.[12]
- 2.º Lugar: Mario Tamayo y Pedro Molina en "Plebiscito" y "Cariñoso" (Cauquenes), 28 puntos.
- 3.º Lugar: Hernán Monsalve y Francisco Navarro en "Ventarrón" y "Yelcho II" (Osorno), 26 puntos.
- 4.º Lugar: Patricio Fresno y Patricio Palma en "Regocijo" y "Rotita" (O'Higgins), 26 puntos.

### Segunda Serie Libre B
- 1.º Lugar: Alejandro Alvariño y Héctor Navarro en "Estilete" y "Rotosito" (Osorno), 32 puntos.[13]
- 2.º Lugar: Gonzalo Vial y Gonzalo Urrutia en "Lamentado" y "Don Cucho" (O'Higgins y Cautín), 30 puntos.
- 3.º Lugar: René Moreno y Jorge Valderrama en "Buen Trago" y "Farol" (Santiago), 28 puntos.
- 4.º Lugar: Patricio Palma y Ricardo Bustamante en "Chinchoso" y "Campanazo" (Cordillera), 24 puntos.

### Tercera Serie Libre A
- 1.º Lugar: José Reyes y Alejandro Loaiza en "Asteco" y "Budi" (Biobío), 30 puntos.[14]
- 2.º Lugar: Juan Cardemil y Alfonso Navarro en "Espiga" y "Ilusión" (Curicó), 28 puntos.
- 3.º Lugar: Alejandro Alvariño y Héctor Navarro en "Estampa" y "Morenita" (Osorno), 28 puntos.

### Tercera Serie Libre B
- 1.º Lugar: José Rey y René Guzmán en "Canteado" y "Pretal" (Melipilla), 33 puntos.[15]
- 2.º Lugar: Luis Pérez y Aliro Pérez en "Escrupuloso" y "Presumido" (Osorno), 31 puntos.
- 3.º Lugar: Jorge Cañas y José Kuschel en "Jacinta" y "Jamás Nunca" (Llanquihue), 29 puntos.

### Movimiento de la rienda
- Ricardo González (Asociación Talca) en "Descanso", 51+20 puntos.

### Sello de raza
- "Estandarte", montado por Leonardo García de la Asociación Cautín.

## Clasificatorios
- Osorno: Juan Carlos Loaiza y Eduardo Tamayo en "Escogido" y "Lolero" (Valdivia), 34 puntos.[16]
- Temuco: Mario Tamayo y Pedro Molina en "Cariñosito" y "Plebiscito" (Cauquenes), 25 puntos.[17]
- San Fernando: Patricio Fresno y Patricio Palma en "Regocijo" y "Rotita" (O'Higgins), 30 puntos.[18]

## Cuadro de honor temporada 1994-1995

### Jinetes
- 1.º René Guzmán[19]
- 2.º Juan Carlos Loaiza
- 3.º Eduardo Tamayo
- 4.º José Manuel Rey
- 5.º Alfonso Navarro
- 6.º Ricardo de la Fuente
- 7.º Mario Tamayo
- 8.º Gonzalo Vial
- 9.º Fernando Navarro
- 10.º Luis Morales

### Caballos
- 1.º Puntillano
- 2.º Lolero
- 3.º Espinillo
- 4.º Escogido
- 5.º Paipote
- 6.º Satanás
- 7.º Estilete
- 8.º Sembrador
- 9.º Romadizo
- 10.º Don Cocho

### Yeguas
- 1.º Es Cosa
- 2.º Cureña
- 3.º Campera
- 4.º Escolta
- 5.º Catalina
- 6.º Banderilla
- 7.º Estribera
- 8.º Esa Negra
- 9.º Estocada
- 10.º Rosalía

### Potros
- 1.º Canteado
- 2.º Pretal
- 3.º Esquinero
- 4.º Lamentado
- 5.º Estandarte
- 6.º Campo Bueno II
- 7.º Escabullido
- 8.º Lacho Anduve
- 9.º Tranco Largo
- 10.º Indio y Peor es Ná